# بوخدان لاخرت
بوخدان لاخرت (لهستانی: Bohdan Lachert؛ ۱۳ ژوئن ۱۹۰۰ – ۸ ژانویهٔ ۱۹۸۷) یک معمار، و استاد دانشگاه اهل لهستان بود.
وی به همراه «یوزف شانایتسا»، طراح غرفهٔ کشور لهستان در نمایشگاه بین‌المللی هنر و فناوری در زندگی مدرن در سال ۱۹۳۷ بود.
وی همچنین برندهٔ جوایزی همچون جایزه افتخاری انجمن معماران لهستان (۱۹۸۴) شده‌است.